# 羅切斯特希爾斯 (密歇根州)
羅切斯特希爾斯（英語：Rochester Hills）是一個位於美國密歇根州奧克蘭縣的城市。

## 人口
根據2020年美國人口普查的數據，羅切斯特希爾斯的面積為85.22平方千米，當中陸地面積為84.96平方千米，而水域面積為0.25平方千米。當地共有人口76300人，而人口密度為每平方千米895人。